# Fenómica
A Fenómica (ou Fenômica) é o estudo sistemático dos fenótipos. Como tal, é uma área transdisciplinar de pesquisa que envolve biologia, ciências de dados, engenharia e outros campos. A fenômica se preocupa com a medição dos fenômenos, onde um fenômeno é o conjunto de fenótipos (características físicas e bioquímicas) que podem ser produzidos por um determinado organismo ao longo do desenvolvimento e em resposta a mutações genéticas e influências ambientais. Os conceitos de fenômica são usados em genômica funcional, pesquisa farmacêutica, engenharia metabólica, pesquisa agrícola e, cada vez mais, em filogenética.

## Aplicações
Nas ciências das plantas, a pesquisa fenômica ocorre em ambientes de campo e controlados. A fenômica de campo engloba a medição de fenótipos que ocorrem em condições de cultivo e naturais, enquanto a pesquisa de fenômica de ambiente controlado envolve o uso de estufas, câmaras de crescimento e outros sistemas onde as condições de crescimento podem ser manipuladas.

## Coordenação de pesquisa e comunidades
A International Plant Phenotyping Network (IPPN) é uma organização que visa permitir a troca de conhecimentos, informações e experiência em muitas disciplinas envolvidas na fenotipagem de plantas, fornecendo uma rede que conecta membros, operadores de plataforma, usuários, grupos de pesquisa, desenvolvedores e formuladores de políticas. Os parceiros regionais incluem a European Plant Phenotyping Network (EPPN), a North American Plant Phenotyping Network (NAPPN) e outros.